# سامیه العمودی
سامیه العمودی (انگلیسی: Samia al-Amoudi؛ زادهٔ ۱۲ آوریل ۱۹۷۵) یک پزشک متخصص زنان و زایمان اهل عربستان سعودی است.
وی رئیس مرکز سرطان پستان در «بیمارستان شیخ محمد العمودی» است. شهرت او به واسطهٔ کارهای مهمش در زمینهٔ بالابردن آگاهی عمومی دربارهٔ سرطان پستان است. وی که خود مبتلا به این بیماری شده بود، نخستین زنی از کشورهای شورای همکاری خلیج فارس است که دارای کرسی در شورای اصلی «اتحادیهٔ بین‌المللی کنترل سرطان» است.
وی همچنین برندهٔ جوایزی همچون جایزه بین‌المللی زنان شجاع شده‌است.